# 榛葉雅也
榛葉 雅也（しんば まさや、1971年12月12日 - ）は、日本の男性声優。オフィス薫所属。静岡県出身。

## 略歴
オフィス薫附属声優養成所第4期卒業生。

## 人物
音域はテノール。方言は遠州弁。
趣味は読書。

## 出演

### 吹き替え
- インシデント
- ゴースト・タクシー
- 恋はハッケヨイ
- サムソンとデリラ
- 死人楼
- スポッツ・ウッド・クラブ
- ダーク・シークレット
- ディアボリーク〜悪魔の刻印
- ハイ・エクスプローシブ
- 火の玉超特急（ウィザード）
- ファースケープ
- ホワイトフィアー
- 未確認生命体 サ・フロッグ
- レジェンド・オブ・レプリコーン（ジェリコ）
- ロックスター（リッキー）
- ワンだー・エディ
- ワンワンカップ

### ボイスオーバー
- ワイルドショー

### ナレーション
- ビジネスコミュニケーション　「ホウ・レン・ソウ実践」

### 舞台演出
※（）内は出演した役名
- 2015年5月 三島由紀夫の世界『燈台』『卒塔婆小町』（黒川祐吉（父））
- 2014年5月 『アンチゴーヌ』（クレオン）
- 2013年12月 『芥川龍之介朗読会』
- 2013年5月 『検察側の証人』（ウィルフリッド・ロバーツ卿）
- 2012年11月 『太宰治朗読会』
- 2012年5月 『ねずみたち』（デイヴィッド）
- 2010年5月 『近代能楽集・班女』
- 2001年4月 『近代能楽集・班女・葵の上』
- 2000年9月 『わが友ヒトラー』（ヒトラー）